# DJ型电力机车
DJ型“九方”电力机车，是中国铁路的电力机车车型之一，也是中国第一种交流传动高速客运电力机车，由株洲电力机车厂联合株洲电力机车研究所等单位于2000年研制成功。DJ型电力机车采用交—直—交流电传动，持续功率为4,800千瓦，最高运用速度为200公里/小时，采用Adtranz公司的IPM-IGBT水冷牵引变流器、交流传动控制系统、牵引电动机和微机控制系统，并借鉴了X2000列车的部分先进技术。

## 发展历史

### 研制
为了研究利用摆式列车在中国既有铁路上实施提速的可能性，中华人民共和国铁道部、广深铁路股份有限公司于1996年与Adtranz公司签订合作协议，中国向Adtranz公司租用一列X2000列车，并于1998年8月投入广深铁路运营。X2000型电力动车组采用交流传动、GTO牵引变流器、径向转向架和摆式车体，最高运行速度达到210公里/小时。
1998年8月，中国铁道部和株洲电力机车厂签订了研制交流传动高速客运电力机车的研究合同，并被列入国家重点科技攻关项目。株洲电力机车厂联合株洲电力机车研究所、铁道科学研究院、西南交通大学、湖南大学、中南大学等单位，开展了交流传动高速客运电力机车的研制；新型机车被定型为“DJ”，其中“D”代表电力机车、“J”代表交流传动。1998年12月，时任中国铁道部部长傅志寰提出了“加强自主开发研究，争取用10年左右的时间，完成电力机车直流传动到交流传动的转换”的任务；铁道部并根据国际潮流，提出2000年为中国铁路“高速、交传、发展”年，要求在引进、消化、吸收原则下，自行开发交流传动高速客运电力机车和高速电力动车组。
2000年6月25日，两台DJ型电力机车在株洲电力机车厂竣工，时任铁道部副部长孙永福、湖南省副省长郑茂清等领导出席了剪彩仪式，DJ型电力机车成为继AC4000型机车之後，第二种由中国自行制造的交流传动电力机车。
DJ型电力机车的最高运用速度为200公里/小时，可用于在既有铁路干线上牵引时速160公里/小时的准高速旅客列车，并在高速铁路客运专线上双机重联牵引时速200公里/小时的高速旅客列车。机车牵引功率为4800千瓦，单轴功率达到1200千瓦；单台机车牵引18节编组旅客列车，在平直道上的运行速度可达160公里/小时，在12‰上坡道仍可按100公里/小时运行。DJ型机车采用关键部件国外采购、机车整机国内生产的方式，交流传动系统采用Adtranz公司的进口产品，包括大功率主变流器、异步交流牵引电动机、分散式“MITRAC”微机控制系统，每套交流传动系统进口价格达到166万瑞士法郎，约合100万美元。

### 试验
两台DJ型电力机车出厂后，赴北京环形铁道试验基地进行安全评估试验，随后又在西南交通大学牵引动力国家重点实验室内的定置试验台上进行了高速滚动试验。2000年12月，DJ型电力机车在广深铁路投入运用考核；2001年1月，DJ型机车在广深铁路进行了高速动力学性能试验，最高试验速度达到231公里/小时。2001年6月，两台DJ型电力机车改配属郑州铁路局郑州机务段京武快车队，担当京广铁路北京西—郑州—武昌（汉口）的客运交路。
DJ型电力机车从上线运行开始，虽然牵引性能达到设计要求，但运行情况一直不太稳定，其辅助变流系统、控制装置故障较多，并且多次发现牵引拉杆座裂纹。例如在2001年9月13日，DJ型0002号机车牵引由武昌开往北京的T80次旅客列车，停靠邯郸站时司机下车检查，发现机车二端牵引梁与牵引拉杆座安装焊接处四周开裂，防止了可能发生的脱轨事故。此外，由于DJ型机车采用进口的交流传动系统和微机控制系统，当系统发生故障时检修较为困难并需要联系国外厂家跟进。
2004年底，两台DJ型电力机车完成运用考核后，封存于郑州机务北段报废线（郑州北站下行出发场附近）至今。

### 衍生车型
在研制DJ型电力机车的同时，株洲电力机车厂、株洲电力机车研究所也开发了DJJ1型“蓝箭”交流传动高速客运电力动车组。“蓝箭”电力动车组在很多方面与DJ型电力机车具有共通性，例如均采用了相同的Adtranz交流传动系统和网络控制系统，两者的轻量化车体结构、车顶夹层独立通风、模块化屏柜设计大致相同。
由于DJ型电力机车的关键部件采用进口产品，因此生产成本较高，每台机车造价高达1500万元人民币。根据铁道部的要求，株洲电力机车厂、株洲电力机车研究所在DJ型机车基础上，于2001年研制了DJ2型电力机车。DJ2型机车的车体结构、转向架、辅助系统等均沿用DJ型机车的设计，但以国产GTO水冷牵引变流器取代了进口IPM牵引变流器，牵引电动机、网络控制系统等均改用国产产品。

## 技术特点

### 总体布置
DJ型电力机车是四轴高速客运电力机车，适用于供电制式为25千伏工频单相交流电的电气化铁路，机车轴式Bo-Bo，持续功率4,800千瓦，构造速度为220公里/小时，最高运用速度为200公里/小时。机车车体通过有限元分析设计，采用轻量化整体承载式焊接车体结构，设中间贯穿走廊、双端司机室；车头采用光滑流线型外形，车体两侧下部设有裙板。车顶装有两台单臂式受电弓、以及高压隔离开关、接地装置等；真空断路器等高压组件置于车内，提高了机车抗雷击和污闪的能力。
车内设备以分室斜对称、屏柜化布置，由前至后分别为I端司机室、设备I室、主变流室、设备II室、II端司机室。司机室内设有符合人机工程学设计的司机操纵台。主变流室内设有主变流柜、主冷却柜。设备室内设有控制电源柜、空气制动柜、辅助变流柜、牵引通风柜、列车供电柜等设备。卧式牵引变压器安装于车底中部，与电抗器共用冷却油箱。DJ型机车仿效了X2000列车动力车的车体独立通风方式，从车顶顶盖夹层风道吸入冷风，向发热部件冷却后从车底排出，并维持机械间呈微正压，改善机车防尘效果及防寒性能。

### 机车主电路
DJ型电力机车是交—直—交流电传动的单相工频交流电力机车，每台机车配置2台IPM（智能功率模块，Intelligent Power Module）牵引变流器，分别为两台转向架上的牵引电动机供电；每台变流器内包括网侧四象限整流器、中间直流环节、2台电机侧PWM逆变器，每台牵引电机由一台逆变器独立供电。接触网导线上的25千伏单相工频交流电电流，经受电弓进入机车后经过主断路器再进入主变压器，交流电经过主变压器的四个牵引绕组后分别向两组变流器供电，先进入四象限脉冲整流器并整流为直流电，然后经过电压为2700伏的中间直流回路，再由PWM逆变器转换成三相交流电输出，向异步牵引电机独立供电，使牵引电动机产生转矩，将电能转变为机械能，经过齿轮的传递驱动轮对。
DJ型机车的主传动系统采用 Adtranz 的进口产品，包括大功率主变流器、异步交流牵引电动机和分散式 MITRAC 微机控制系统。牵引变流器采用以 IGBT 为基础的 IPM 水冷模块，功率元件规格为4.5kV、1.5kA。机车采用 4FHA 7056 C 型鼠笼式三相异步牵引电动机（与“蓝箭”电力动车组相同），额定功率为1225千瓦，控制方式为直接转矩控制。MITRAC 微机控制系统应用了列车通讯网络（TCN）标准，分为三级结构：第一级为列车级的绞线式列车总线（WTB），传输介质为屏蔽双绞线，主要实现机车的重联控制、状态或故障信息的传递；第二级为车辆级的多功能车辆总线（MVB），主要实现车辆内各个功能控制单元之间的数据通信；第三级为传动控制级，实现对动力车主传动系统的控制。

### 辅助电路
DJ型电力机车采用交流辅助电路系统，机车上设有一台TGF9型辅助变流器。每台辅助变流器容量为100kVA，由一套整流模块、两套逆变模块、两套EMC滤波器、控制箱及电抗器组成。整流器采用晶闸管半控桥电路；逆变器采用电压型逆变电路，功率开关器件为IGBT，每台逆变器容量为70kVA，输出380伏三相交流电。此外，DJ型电力机车并装设有TGF7型列车供电柜，用于向列车提供两路600伏直流电源，输出功率为2×400千瓦。

### 转向架
机车走行部为两台二轴转向架，DJ型电力机车采用了新型高速转向架，「日」字型构架由钢板箱型焊接而成；一系悬挂借鉴了X2000列车的人字橡胶弹簧定位加垂向油压减震器方式，能够达到类似径向转向架的自导向径向回转性能；二系悬挂为高柔度螺旋圆弹簧配橡胶垫；车体和构架之间并设有垂向减振器、横向减振器和抗蛇行减振器的组合。牵引力或制动力通过中间低位推挽式牵引装置传递。DJ型机车沿用了韶山8型、韶山9型电力机车的六连杆轮对空心轴弹性传动装置，牵引电动机采用架悬式全悬挂、单边刚性直齿传动，减少了簧下重量和轮轨作用力。基础制动装置为轮盘制动；停放制动装置为蓄能制动；转向架并设有踏面清扫器。人字橡胶弹簧、轮盘制动装置、制动闸片等零部件均为进口产品。

## 参看
- X2000列车
- AC4000型电力机车
- DJ1型电力机车
- DJ2型电力机车
- 天梭型电力机车
- DJJ1型电力动车组
- DJJ2型电力动车组